# Cheilodipterus
A Cheilodipterus a sugarasúszójú halak (Actinopterygii) osztályához a sügéralakúak (Perciformes) rendjéhez, ezen belül a kardinálishal-félék (Apogonidae) családjához tartozó nem.

## Rendszerezés
A nembe az alábbi 16 faj tartozik:
- Cheilodipterus alleni Gon, 1993
- Cheilodipterus arabicus (Gmelin, 1789)
- Cheilodipterus artus Smith, 1961
- Cheilodipterus intermedius Gon, 1993
- Cheilodipterus isostigmus (Schultz, 1940)
- Cheilodipterus lachneri Klausewitz, 1959
- Cheilodipterus macrodon (Lacepède, 1802)
- Cheilodipterus nigrotaeniatus Smith & Radcliffe, 1912
- Cheilodipterus novemstriatus (Rüppell, 1838)
- Cheilodipterus octovittatus Cuvier, 1828
- Cheilodipterus parazonatus Gon, 1993
- Cheilodipterus persicus Gon, 1993
- Cheilodipterus pygmaios Gon, 1993
- Cheilodipterus singapurensis Bleeker, 1859-60
- Cheilodipterus zonatus Smith & Radcliffe, 1912
- Cheilodipterus quinquelineatus Cuvier, 1828